# Forces armées danoises
Les forces armées du Danemark connues sous le nom de Force de défense du Danemark (danois : Forsvaret) sont chargées de la défense du territoire national.
Le chef de la Défense est à la tête des Forces armées danoises et du Commandement de la défense qui est dirigé par le ministère de la Défense. Constitutionnellement, le commandant en chef est à la tête de l'État (le roi Frederik X) ; en pratique, le gouvernement assure l'essentiel des décisions.
Le Danemark a aussi un concept de défense totale.

## Historique
Durant la première guerre de Schleswig entre 1848 et 1850, le Danemark parvient à tenir tête à la Confédération germanique. En 1866, le pays est vaincu lors de la guerre des Duchés par la Confédération germanique et l'empire d'Autriche.
Le pays fut neutre durant la Première Guerre mondiale. Cependant, le Schleswig-Holstein était une province disputée par le Danemark et la Prusse, mais cette dernière avait réussi à annexer le territoire en 1864. Des soldats originaires du Schleswig-Holstein furent donc incorporés dans l'Armée allemande pendant la Grande Guerre. C'est ainsi qu'un cimetière militaire danois fut créé à Braine (France).
Lors de l'invasion allemande de 1940, le Danemark fut occupé en 2 heures. Il resta occupé jusqu'au 5 mai 1945.
Après la deuxième guerre mondiale, elle fut un des membres fondateurs de l'OTAN et son armée devait se tenir prête à assurer la défense de l'extrême nord de l'Allemagne de l'Ouest.
Participant à plusieurs opérations de maintien de la paix, le premier véritable combat auquel participe des troupes danoises depuis 1945 est la bataille de Saraci-Kalesija durant la guerre de Bosnie dans la nuit du 29 avril 1994 au 30 avril.
Un contingent danois est déployé au Mali début 2022 au sein de la force Takuba. Les autorités maliennes demandent alors son départ, affirmant qu'elles n'ont pas donné leur accord, ce que conteste le Danemark.

## Objectifs et tâches
Les objectifs et tâches des forces armées danoises sont définies par la Loi 122 du 27 février 2001 et en vigueur à partir du premier mars 2001. En tout, il y a 3 objectifs et 6 tâches :
ses buts premiers sont : 
- prévenir les conflits et guerres,
- préserver la souveraineté du Danemark,
- sécuriser l'intégrité et l'existence du territoire ainsi que son développement pacifique à travers le monde avec le respect des droits de l'homme.

ses tâches principales sont : 
- participer à l'OTAN conformément à la stratégie de l'alliance,
- détecter et repousser les violations de souveraineté en territoire danois (incluant le Groenland et les Îles Féroé),
- coopérer avec les non-membres de l'OTAN, spécialement les pays Centraux et Ouest de l'Europe, effectuer des missions telles que préventions des conflits et contrôles de crises, missions humanitaires, de paix,
- participer à la Défense Totale en coopération avec les ressources humaines
- maintenir une force opérationnelle pouvant exécuter ces tâches en tout temps.

### Engagements internationaux

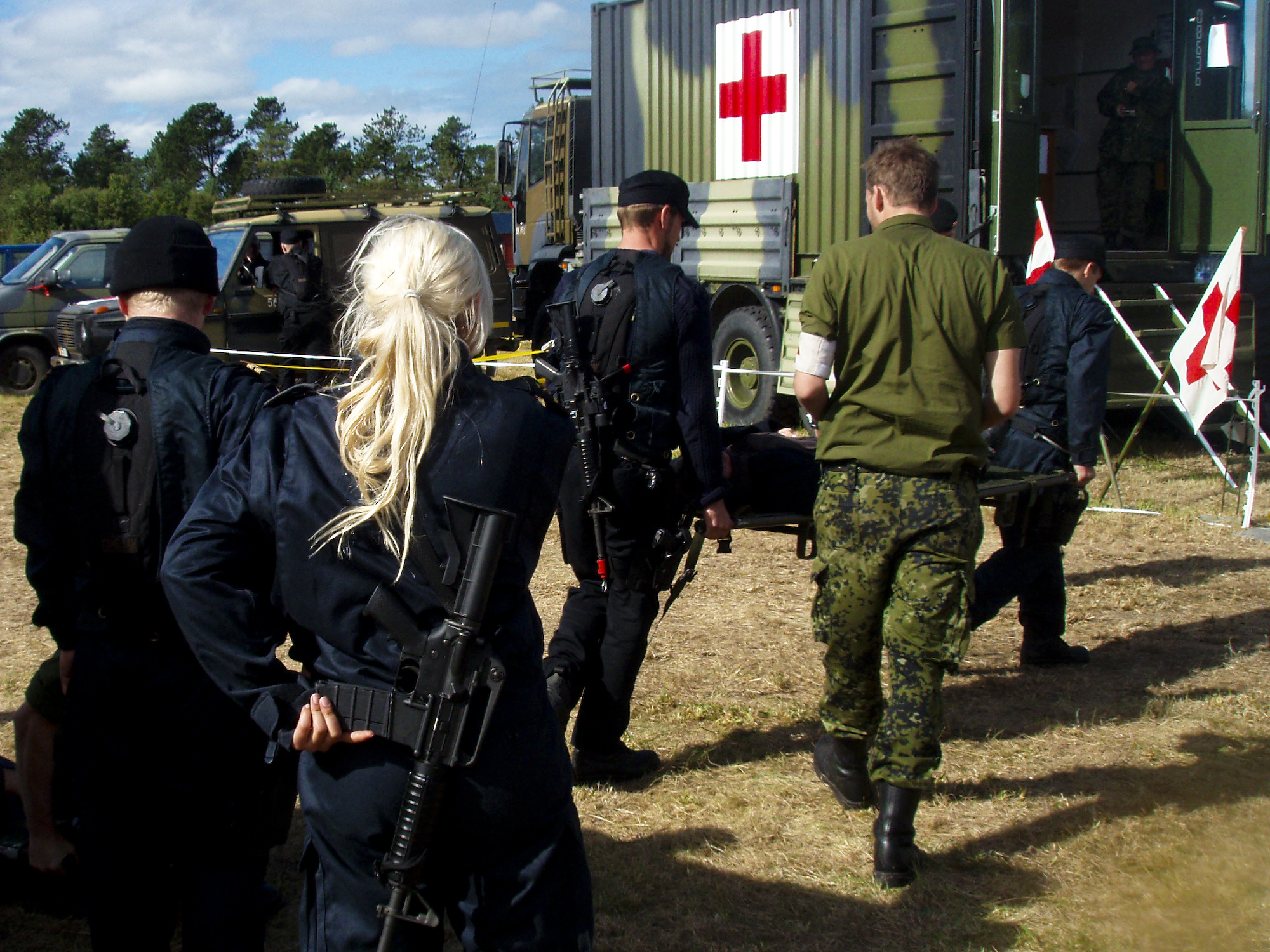
Militaires de la force aérienne et de la marine danoise lors de l'exercice DANEX/DRO 2007.

Lors des dernières décennies, l'armée danoise a participé à plusieurs opérations de maintien de la paix dirigées par l'ONU, l'OTAN ou la coalition militaire en Irak. Au 8 février 2025, l'armée danoise est encore déployée dans les pays suivants :
- Corée du sud : des officiers danois participent à la Commission d'armistice militaire du Commandement des Nations unies ;
- Liban : environ 10 militaires danois sont intégrés au sein de l'ONUST ;
- Kosovo : environ 30 militaires de la garde nationale sont déployés au sein de la KFOR ;
- Géorgie : 6 observateurs militaires au sein de la MSUE.

## Organisation

### Branches
Le Commandement conjoint des forces armées du Danemark (VFK - Værnsfælles Forsvarskommando) commande ces autorités :
- Armée royale danoise (en) - Hæren (HRN)
- Marine royale danoise - Søværnet (SVN)
- Forces aériennes royales danoises - Flyvevåbnet (FLV)
- Home Guard danois (en) - Hjemmeværnet (HJV)

### Structures
- Ministère de la Défense
- Commandement de Défense
- Commandement de l'Armée opérationnelle
- Commandement de la Marine opérationnelle
- Commandement tactique aérien
- Commandement de matériels militaires (sol)
- Commandement de matériels maritimes
- Commandement de matériels aériens
- Commandement du Groenland
- Commandement des Îles Faroe
- Collège Royale de la Défense Danoise
- Services de Soins (Défense)
- Home Guard Command
- Renseignements de la Défense

À partir de 2019, le commandement des opérations spéciales danois (da) peut être placés sous un commandement conjoint avec ses homologues belges et néerlandaises, le Commandement conjoint de composante opérations spéciales.

### Effectifs
(mars 2021).

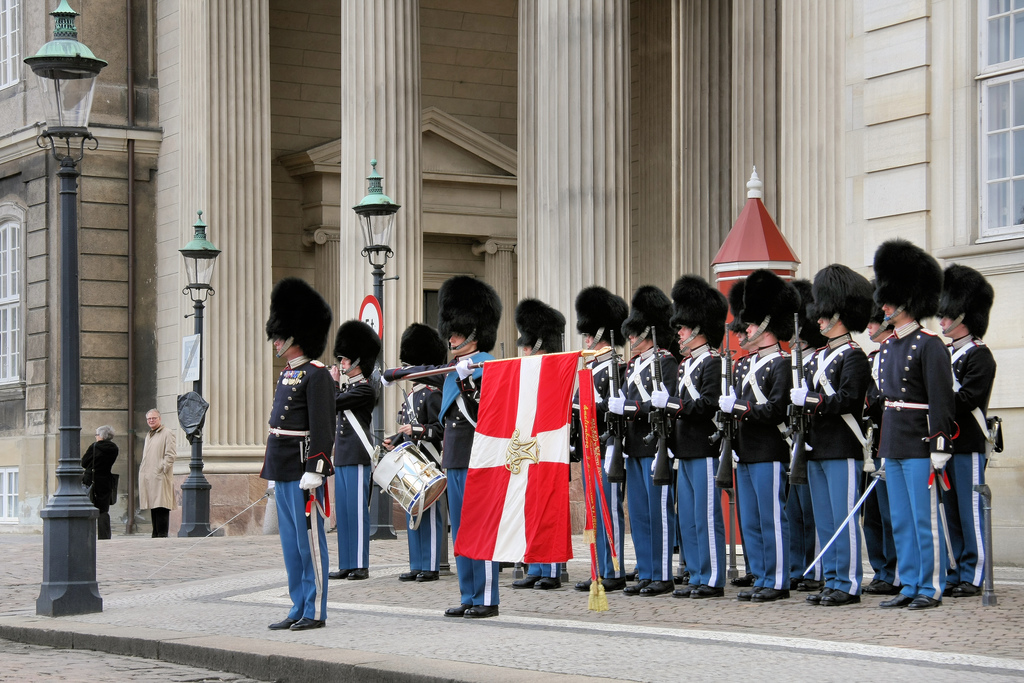
Un détachement de la Garde royale danoise présente les armes devant le palais d'Amalienborg, à Copenhague.

Les effectifs des forces militaires danoises comprennent (en 2011) :
- Armée royale danoise : 9 926 et 220 civils ; 8 400 en 2016 auxquels s'ajoutent 4 100 conscrits[9]
- Marine royale danoise : 2 882 et 322 civils ; 1 125 en 2016[9]
- Forces aériennes royales danoises : 3 358 et 118 civils ; 2 500 en 2016[9]
- Forces de réserves : 54 350[9]

Matériel :
- Chars de combat : 57 Léopard 2 (44 sont modernisés au standard 2A7M+DK entre 2019 et 2022, le premier étant perçu début novembre 2019[10]) ; en 2016 : les chars sont au standard 2A5[9]
- Véhicules blindés : 675 ; en 2016 : 673[9]
- Avions de combat : 30 ; en 2016 : 30 F-16, 7 avions de transport, 27 d'entrainement[9]
- Hélicoptères : 30 ; en 2016 : 35[9]
- Bateaux de guerre : 25 ; en 2016 : 21[9]

## Budget accordé à la défense
En 1998, le budget de la défense danois et de la politique de sécurité a été fixé par une entente pluriannuelle à une large majorité du Parlement, incluant le gouvernement, ainsi que les différents partis d'opposition. Cependant, l'opposition publique voulant augmenter les dépenses reliées à la défense - durant une période où les contraintes économiques causaient une diminution du budget pour la protection sociale - a créé des différends entre les partis politiques concernant un niveau largement acceptable en matière de nouvelles dépenses militaire.
Le dernier accord de Défense a été signé le 10 juin 2004 et appelé à une reconstruction significative de toute l'armée. À partir de cette année, la répartition du budget, 60 % accordé aux structures d'appuis et 40 % pour la capacité opérationnelle de combat, va être modifié : 40 % pour les structures d'appuis et 60 % pour la capacité opérationnelle de combat. Donc il y aura davantage de militaires opérationnels sur le terrain et moins de personnel administratif. La vitesse de réaction augmente, avec une brigade entière en attente ; les militaires conservent toujours la capacité de déployer annuellement plus de 2 000 soldats pour des missions internationales ou 5 000 sur une courte période de temps. Le mandat standard de conscription est modifié : cela signifie moins de conscrits et moins de temps de service pour eux.
Le budget de la défense est le cinquième plus important dans le budget de l'État Danois[Quand ?], significativement moins important que celui du ministère des Affaires Sociales (100 milliards de DKK), du ministère de l'Emploi (67 milliards de DKK), du ministère de l'Intérieur et de la Santé (66 milliards de DKK) et du ministère de l'Éducation (30 milliards de DKK), et seulement un peu plus important que celui du ministère de la Science et Innovations Technologiques (14 milliards de DKK).
La défense danoise, comptant tous les branches et départements, compte elle-même un revenu égal à environ 1-5 % de ses expansions, tout dépendant de l'année.
Approximativement 95 % du budget va directement aux militaires danois. La répartition de la somme évolue au long des années, 50-53 % sont des sommes à payer aux personnels, environ 14-21 % pour l'obtention de nouveaux matériels militaires, 2-8 % pour les navires, projets de construction ou infrastructures et 24-27 % pour l'achat de biens, locations, entretiens et pour les services et taxes.
Le 5 % restant est une extension spéciale pour l'OTAN (investissements qui vont augmenter dans les années 2020), partage de dépenses, services spéciaux et structures civiles, en incluant le Farvandsvæsen, le programme de Sauvetage National Danois et l'administration du Militærnægteradministrationen.
| Année | Pourcentages du PNB | Expansions complètes (ministère de la Défense) en millions de DKK | Année | Pourcentage du PNB | Expansions complètes (ministère de la Défense) en millions de DKK |
| ----- | ------------------- | ----------------------------------------------------------------- | ----- | ------------------ | ----------------------------------------------------------------- |
| 1970  | ?                   | ?                                                                 | 1990  | ?                  | ?                                                                 |
| 1971  | ?                   | ?                                                                 | 1991  | ?                  | ?                                                                 |
| 1972  | ?                   | ?                                                                 | 1992  | ?                  | ?                                                                 |
| 1973  | ?                   | ?                                                                 | 1993  | ?                  | ?                                                                 |
| 1974  | ?                   | ?                                                                 | 1994  | ?                  | ?                                                                 |
| 1975  | ?                   | ?                                                                 | 1995  | ?                  | ?                                                                 |
| 1976  | 2,2 %               | 5 910                                                             | 1996  | 1,7 %              | 17 012,6                                                          |
| 1977  | 2,3 %               | 6 390                                                             | 1997  | 1,7 %              | 17 615,1                                                          |
| 1978  | 2,3 %               | 7 082                                                             | 1998  | 1,6 %              | 18 221,4                                                          |
| 1979  | 2,2 %               | 7 525                                                             | 1999  | 1,4 %              | 17 384,9                                                          |
| 1980  | 2,6 %               | 9 545                                                             | 2000  | 1,4 %              | 17 496,5                                                          |
| 1981  | 2,6 %               | 10 612                                                            | 2001  | 1,4 %              | 18 310,4                                                          |
| 1982  | 2,5 %               | 11 836                                                            | 2002  | 1,4 %              | 18 665,9                                                          |
| 1983  | 2,5 %               | 12 783                                                            | 2003  | 1,4 %              | 18 857,9                                                          |
| 1984  | 2,3 %               | 13 163                                                            | 2004  | 1,4 %              | 19 841,3                                                          |
| 1985  | 2,2 %               | 13 355                                                            | 2005  | 1,3 %              | 19 066,8                                                          |
| 1986  | 2,0 %               | 13 142                                                            | 2006  | 1,3 %              | 21 221,9                                                          |
| 1987  | 2,1 %               | 14 443                                                            | 2007  | na                 | 21 692,1                                                          |
| 1988  | 2,2 %               | 15 800                                                            | 2008  | na                 | 21 341,3                                                          |
| 1989  | 2,1 %               | 15 767                                                            | 2009  | na                 | 18 960,1                                                          |

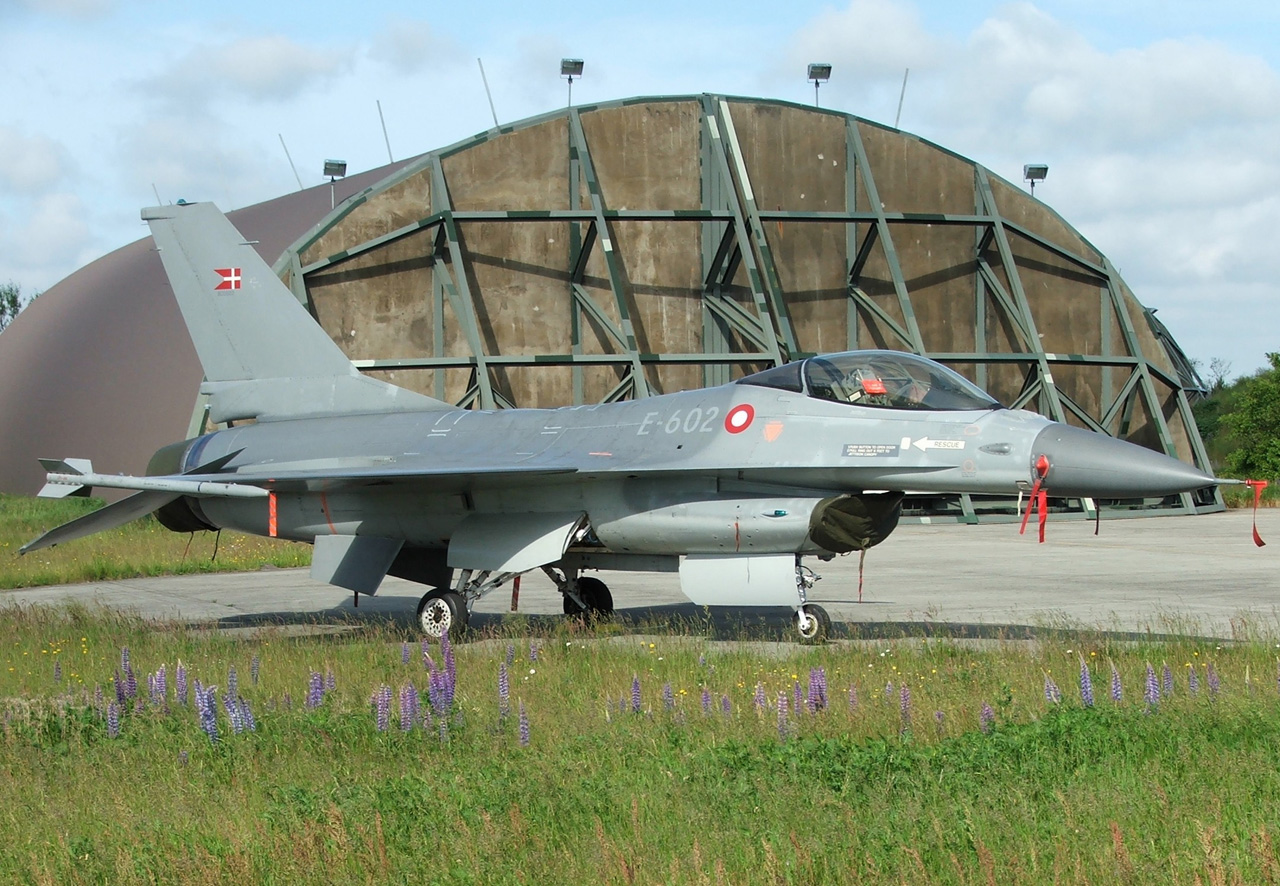
F-16 de la force aérienne danoise sur l'Aérodrome de Karoup.

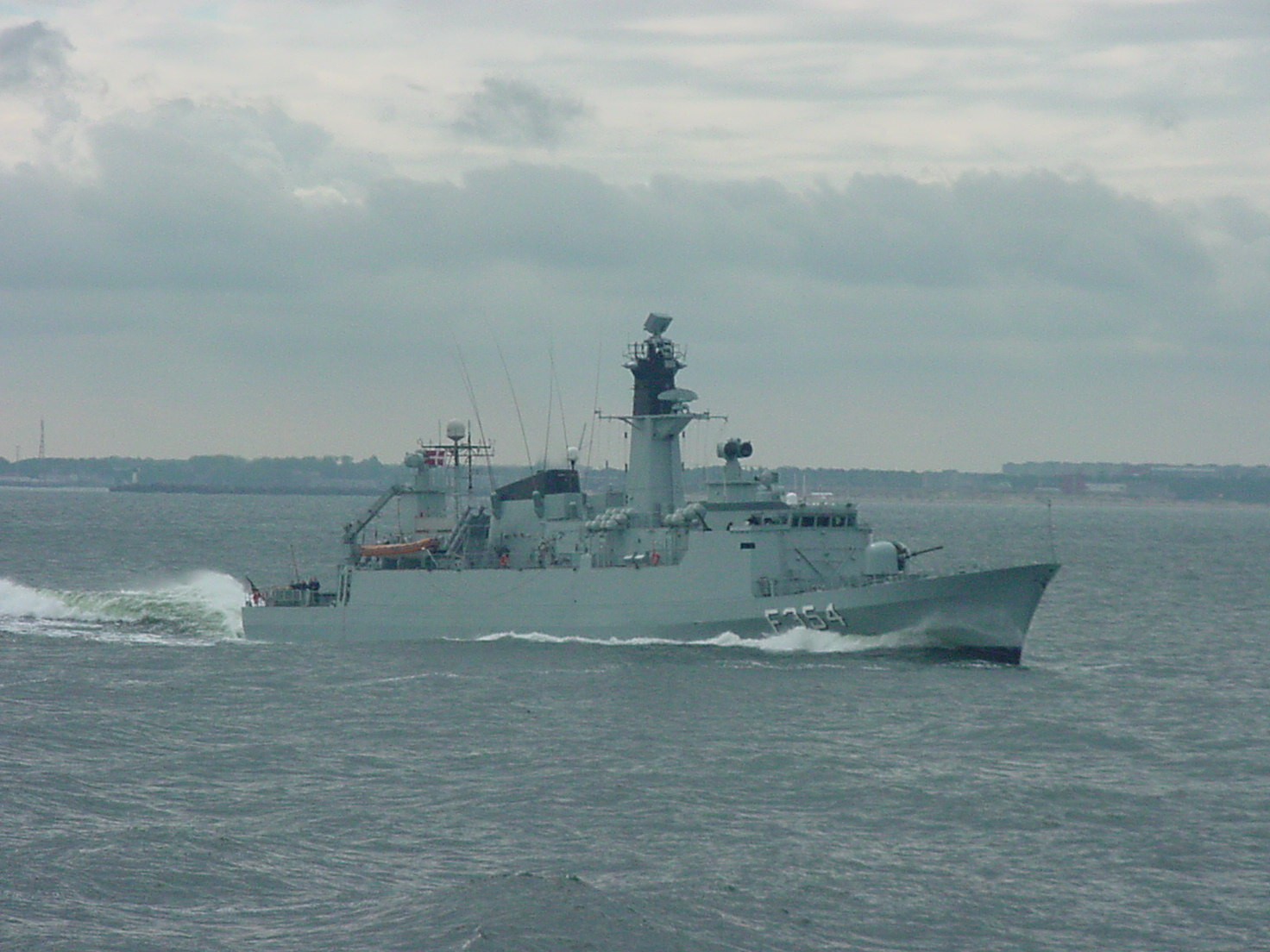
Corvette danoise de la classe Niels Juel. Retiré du service en 2009.

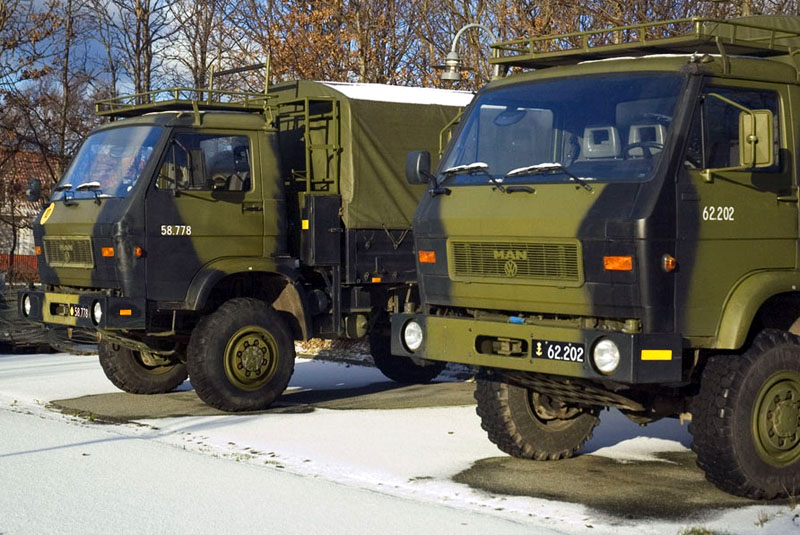
Camion MAN de l'armée danoise.

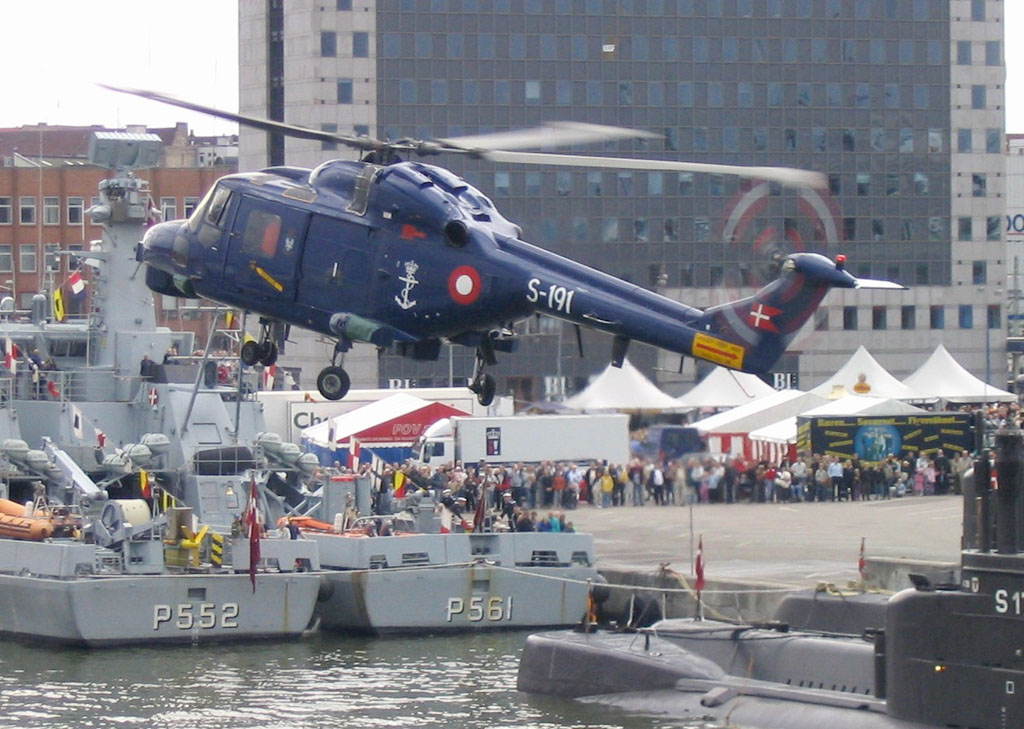
Hélicoptère Lynx de la marine danoise.

Le Danemark a des grandes et petites industries à spécialisation militaire cependant le pays compte principalement sur l'importation étrangère pour son armement, la grande majorité de l'équipement provenant de l'OTAN, des États-Unis (notamment son projet de remplacement de ses avions F-16 par des F-35 pour un montant de 2,6 mds d'€ dans les années 2022) et des pays nordiques. En 2016, le budget de la Défense était de 4 mds d'€.

### Budget depuis 1990
L'évolution du budget de la défense du Danemark en milliards de dollars selon les données de la Banque mondiale est la suivante,,:
| Année | Budget de la défense | % du PNB                       | % dépenses publiques |
| ----- | -------------------- | ------------------------------ | -------------------- |
| 1990  | $ 2 649 889 473      | 1,95                           | 3,49                 |
| 1991  | $ 2 671 946 671      | 1,95                           | 3,47                 |
| 1992  | $ 2 837 745 377      | 1,89                           | 3,29                 |
| 1993  | $ 2 682 011 246      | 1,91                           | 3,16                 |
| 1994  | $ 2 718 790 042      | 1,77                           | 2,94                 |
| 1995  | $ 3 117 966 146      | 1,69                           | 2,88                 |
| 1996  | $ 3 086 224 945      | 1,64                           | 2,84                 |
| 1997  | $ 2 804 317 083      | 1,62                           | 2,89                 |
| 1998  | $ 2 846 065 338      | 1,61                           | 2,90                 |
| 1999  | $ 2 784 881 254      | 1,56                           | 2,87                 |
| 2000  | $ 2 392 510 831      | 1,46                           | 2,77                 |
| 2001  | $ 2 525 225 825      | 1,53                           | 2,90                 |
| 2002  | $ 2 694 082 493      | 1,51                           | 2,83                 |
| 2003  | $ 3 199 158 428      | 1,47                           | 2,73                 |
| 2004  | $ 3 578 832 460      | 1,42                           | 2,69                 |
| 2005  | $ 3 468 452 920      | 1,31                           | 2,56                 |
| 2006  | $ 3 896 730 668      | 1,38                           | 2,76                 |
| 2007  | $ 4 175 652 589      | 1,31                           | 2,64                 |
| 2008  | $ 4 788 030 121      | 1,36                           | 2,69                 |
| 2009  | $ 4 337 355 690      | 1,35                           | 2,39                 |
| 2010  | $ 4 503 492 127      | 1,40                           | 2,47                 |
| 2011  | $ 4 518 590 127      | 1,31                           | 2,33                 |
| 2012  | $ 4 422 458 084      | 1,35                           | 2,33                 |
| 2013  | $ 4 216 647 585      | 1,23                           | 2,20                 |
| 2014  | $ 4 056 861 511      | 1,15                           | 2,08                 |
| 2015  | $ 3 364 047 774      | 1,11                           | 2,04                 |
| 2016  | $ 3 592 727 944      | 1,15                           | 2,19                 |
| 2017  | $ 3 764 033 344      | 1,14                           | 2,25                 |
| 2018  | $ 4 558 690 187      | 1,28                           | 2,53                 |
| 2019  | $ 4 556 755 136      | 1,31                           | 2,65                 |
| 2020  | $ 4 980 428 135      | 1,40                           | 2,60                 |
| 2021  | $ 5 391 221 374      | 1,37                           | 2,56                 |
| 2024  |                      | 2,4                            |                      |
| 2025  |                      | 3% demandé par le gouvernement |                      |

En février 2025, le Danemark souhaite porter son budget militaire à 3% de son PIB. Le gouvernement devrait annoncer la création d’un fonds 6,8 milliards d’euros pour 2025-2026. Si tel est le cas, cela portera à 3% du PIB l’effort de défense. « Nous devons nous renforcer massivement pour protéger le Danemark. Et nous devons nous réarmer massivement pour éviter la guerre », a déclaré la Première ministre danoise Mette Frederiksen devant le Parlement. Ce réarmement doit se faire « rapidement » face à « une situation difficile pour notre pays, royaume et continent ». Le Danemark traverse actuellement « la situation la plus dangereuse de (son) existence ». « C’est pire que pendant la Guerre froide », a-t-elle déclaré. Le gouvernement voulait initialement doubler la taille du fonds, mais il n’existe pas suffisamment d’équipements de défense disponibles pour en acheter. Des systèmes de défense anti-aériens figureraient parmi les besoins de l’armée qui n’en possède pas actuellement.